# Ford Torino
Ford Torino är en muskelbil som tillverkades av Ford åren 1968-1976. Från 1972 till slutet av tillverkningen användes namnet "Ford Gran Torino" för de bättre utrustade varianterna. Huvudrollsinnehavarna i den amerikanska tv-serien Starsky och Hutch körde en Ford Gran Torino. Bilmodellen figurerar också i filmen Gran Torino från 2008 med Clint Eastwood. En systermodell kallad Ford Elite såldes även mellan 1974 och 1976; den var avsedd att konkurrera med Chevrolets Monte Carlo coupé. Som del av en satsning på kompaktare bilar efter oljekrisen ersattes Ford Torino för årsmodell 1977 av den mycket mindre Ford LTD II.